# Popular Electronics

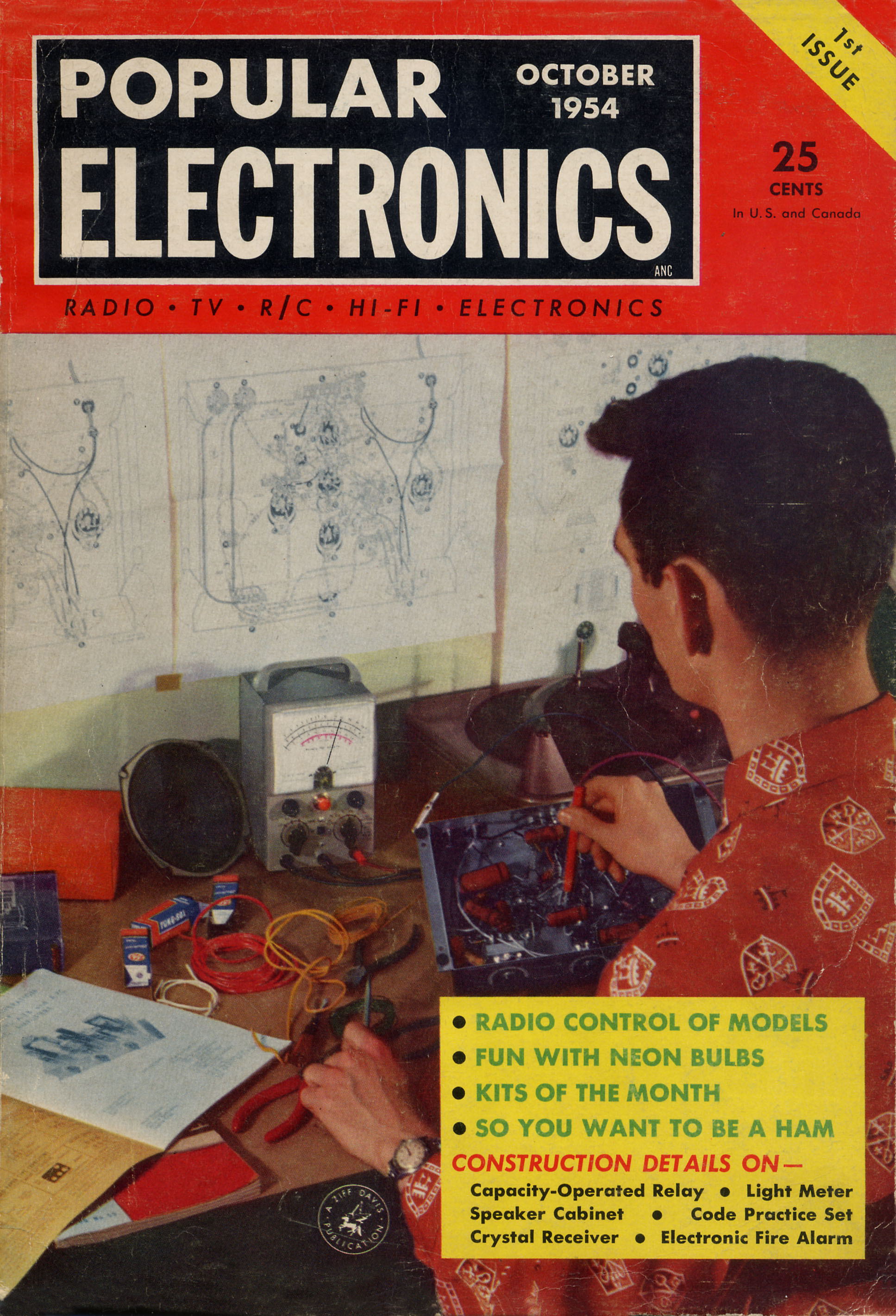
Tapa de la primera edición de Popular Electronics (octubre de 1954)

Popular Electronics era una revista creada por la compañía Ziff-Davis Publishing en octubre de 1954 para los aficionados a la electrónica. Pronto llegó a ser la revista electrónica más vendida en el mundo. Ziff-Davis publicó Popular Electronics hasta octubre de 1982 cuando la revista se convirtió en Computers & Electronics.  Popular Electronics alcanzó un promedio de circulación de 409.344 ejemplares en su último año de publicación por Ziff-Davis.
Un artículo de la portada de Popular Electronics podía constituir el lanzamiento de un nuevo producto o empresa al mercado. El caso más famoso, en enero de 1975, fue el lanzamiento de la computadora Altair 8800 en la portada, que encendió la revolución informática. Harry Garland y Roger Melen desarrollaron los primeros dispositivos periféricos para la computadora Altair 8800 y ahí comenzó la compañía Cromemco. Paul Allen y Bill Gates escribieron el primer software para la computadora Altair 8800 y ahí comenzó la compañía Microsoft. El papel de la revista Popular Electronics en el desarrollo de la computadora personal y en la revolución informática fue enorme.

## Historia
William B. Ziff y Bernard G. Davis fundaron la compañía Ziff-Davis Publishing en 1927.  Ziff-Davis lanzó la revista Popular Aviation en 1927, la revista Popular Photography en 1934, y la revista Popular Electronics en 1954. En enero de 1972 Popular Electronics se fusionó con la revista Electronics World, y por un tiempo la revista fue conocida como Popular Electronics Including Electronics World.  Ziff-Davis publicó Popular Electronics hasta octubre de 1982. En noviembre de 1982, Ziff-Davis lanzó la revista sucesora de Popular Electronics, titulada Computer & Electronics. Computer & Electronics fue publicada hasta abril de 1985 y alcanzó un promedio de circulación de 602.789 ejemplares en su último año de publicación.

## Artículos de construcción

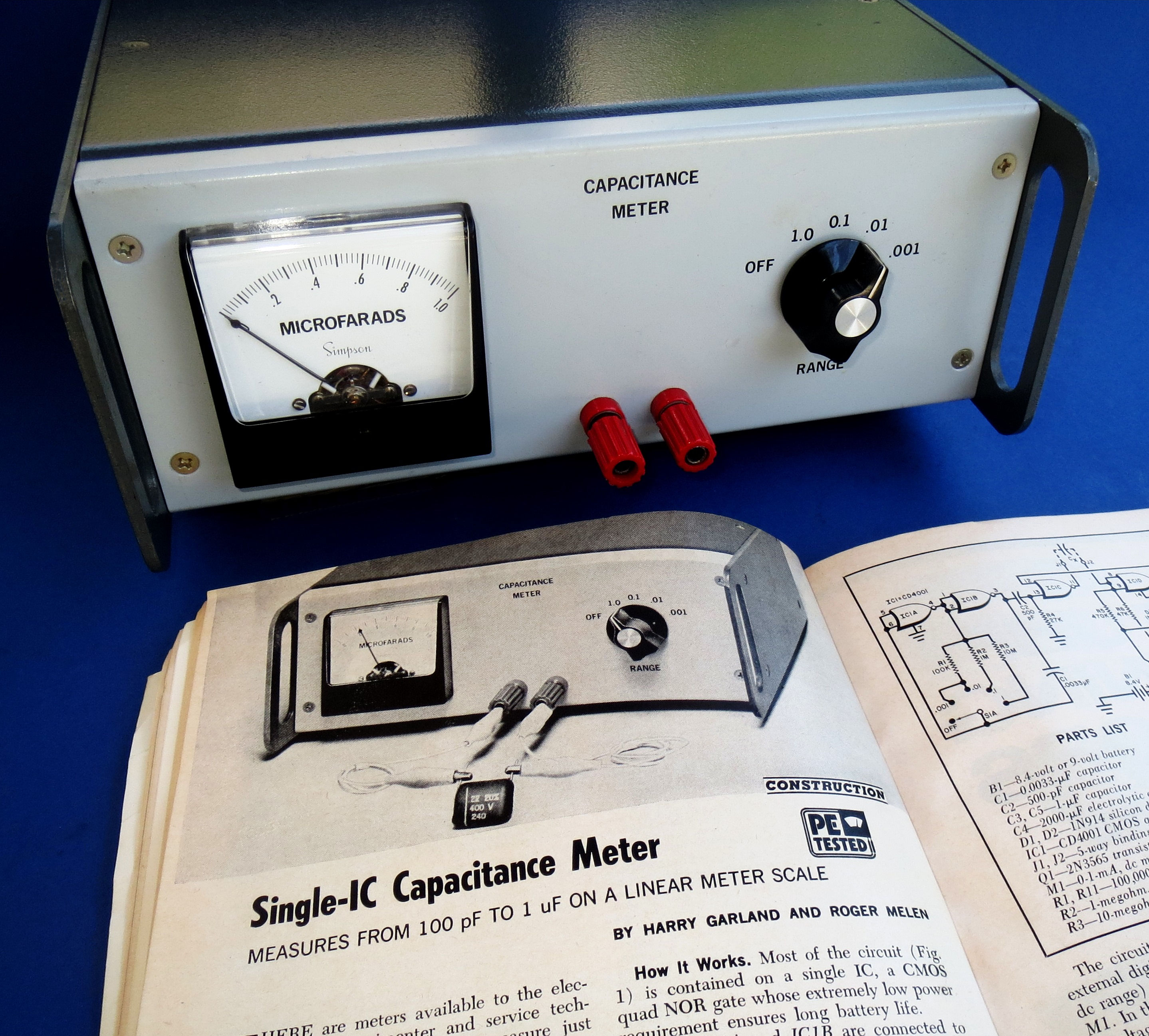
El capacímetro: un artículo de construcción en la revista Popular Electronics.

La revista Popular Electronics se dedicó a publicar artículos para aficionados de la electrónica. El elemento central de la revista eran sus artículos de construcción – artículos que describieron la construcción de proyectos caseros para el experimentador en la electrónica. La primera edición en octubre de 1954, por ejemplo, tenía artículos sobre cómo construir una radio para bicicletas, un gabinete para altavoces y una alarma de incendios para casas.
La edición de febrero de 1974 fue un ejemplar muy representativo.  Esta edición tenía un artículo de construcción sobre como hacer un capacímetro, un equipo de prueba electrónico utilizado para medir la capacidad de los condensadores. El artículo, por Harry Garland y Roger Melen, describió la teoría de operación del circuito y proveyó detalles de construcción.  Un kit de componentes usados para la construcción del capacímetro estaba disponible a través de los autores del artículo. Esta edición también tenía artículos escritos por tres otros autores bien conocidos por los lectores de Popular Electronics: Forest Mims escribió un artículo titulado “Haz de luz comunicaciones”; John Frye escribió “Cómo dar servicio al equipo sin un manual de servicio”; y Don Lancaster escribió un artículo titulado “Generador de tonos para música electrónica.”

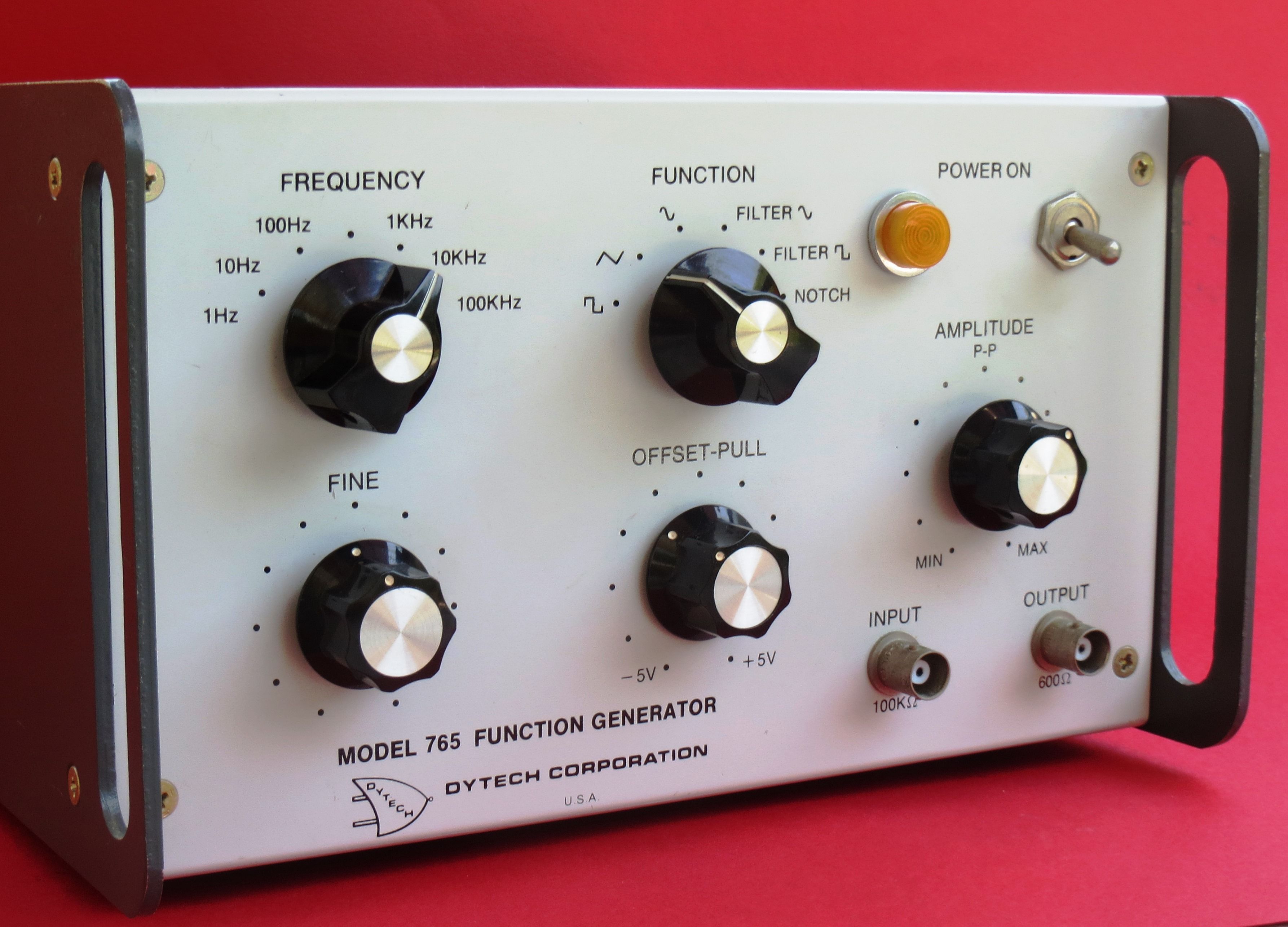
El generador de formas de onda Dytech, un producto comercial derivado de un artículo de construcción en Popular Electronics.

Algunas veces un proyecto de construcción descrito en las páginas de Popular Electronics llegaba a ser un producto comercial. Un ejemplo fue el Fil-Oscillator descrito en la edición de mayo de 1971. Este artículo describía la construcción de un filtro de audio que también pudo servir como un generador de formas de onda (onda sinusoide, onda triangular, y onda cuadrada). El Fil-Oscillator fue lanzado como un producto comercial por la empresa Dytech Corporation. Otro ejemplo destacado fue la computadora Altair 8800, descrito en la edición de enero de 1975. La Altair 8800, fabricada por la compañía MITS, se convirtió en un producto muy exitoso.

## La revolución de la computadora personal

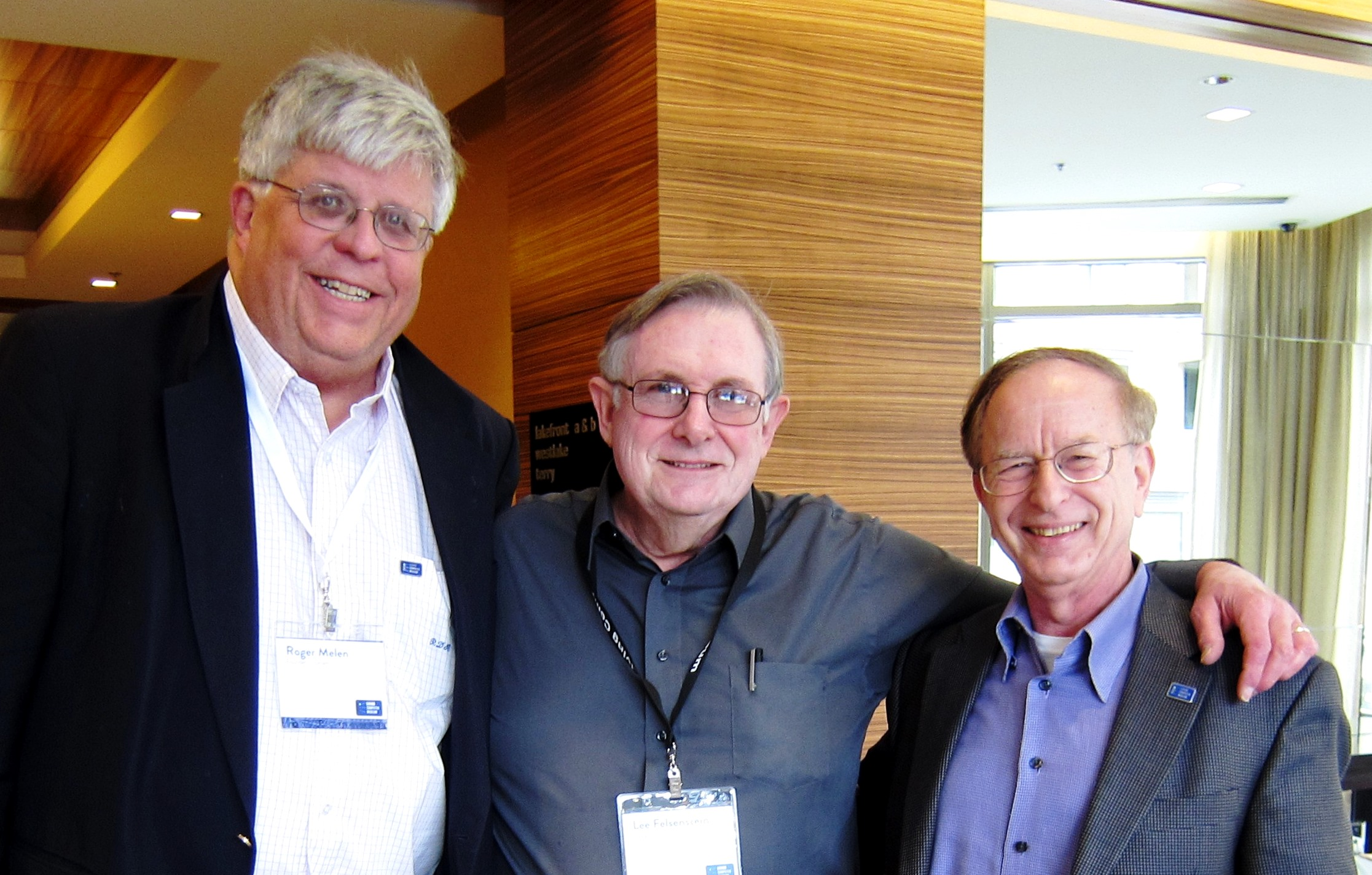
Roger Melen, Lee Felsenstein, y Harry Garland. Los tres lanzaron productos muy innovadores en Popular Electronics: Melen y Garland – la cámara Cyclops y el TV Dazzler; Felsenstein – el módem Pennywhistle y la computadora Sol.

La edición de Popular Electronics más famosa fue la edición de enero de 1975. La computadora Altair 8800 fue lanzada en esta edición. Esta computadora fue muy exitosa y según Harry Garland “no cabe duda de que el entusiasmo actual por la computadora personal fue catalizado por el lanzamiento del kit Altair 8800 de MITS en enero de 1975”.
Con el lanzamiento del Altair 8800, Popular Electronics se convirtió muy pronto en una revista para los aficionados a las computadoras tanto como para los aficionados a la electrónica. La primera cámara digital, Cyclops, fue lanzada en la portada de Popular Electronics en febrero de 1975, y se convirtió en un dispositivo periférico para la computadora Altair 8800. En febrero de 1976 la TV Dazzler, la primera interfaz gráfica en color para microcomputadoras, fue lanzada en un artículo de portada de Popular Electronics. El mes siguiente el módem Pennywhistle, un módem de bajo costo diseñado por Lee Felsenstein, fue lanzado en Popular Electronics. En julio de 1976 la computadora Sol, nombrada en honor a Les Solomon, editor técnico de Popular Electronics, apareció en la tapa de Popular Electronics.
A causa del éxito de la revolución de la computadora personal, Ziff-Davis tomó la decisión de terminar la publicación de Popular Electronics en octubre de 1985 y reemplazarla con la nueva revista Computers & Electronics.

## Compañías lanzadas por Popular Electronics

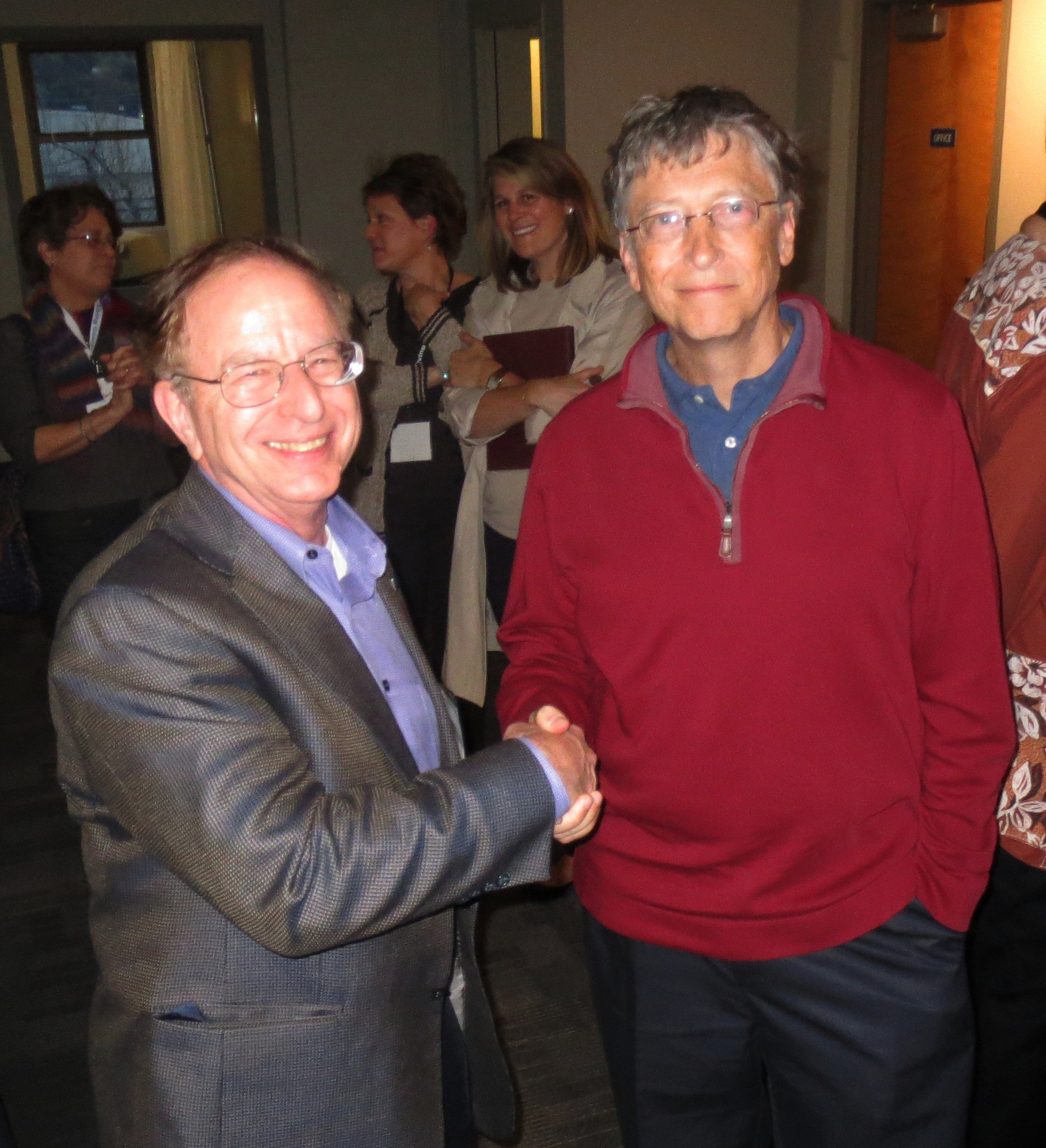
Harry Garland, cofundador de Cromemco, y Bill Gates, cofundador de Microsoft. Los dos fundaron compañías como resultado de productos lanzados en la revista Popular Electronics.

Muchas compañías fueron fundadas o alcanzaron el éxito gracias a artículos en Popular Electronics. Cuatro ejemplos son Southwest Technical Products, MITS, Cromemco y Microsoft.

### Southwest Technical Products Corporation (SWTPC)

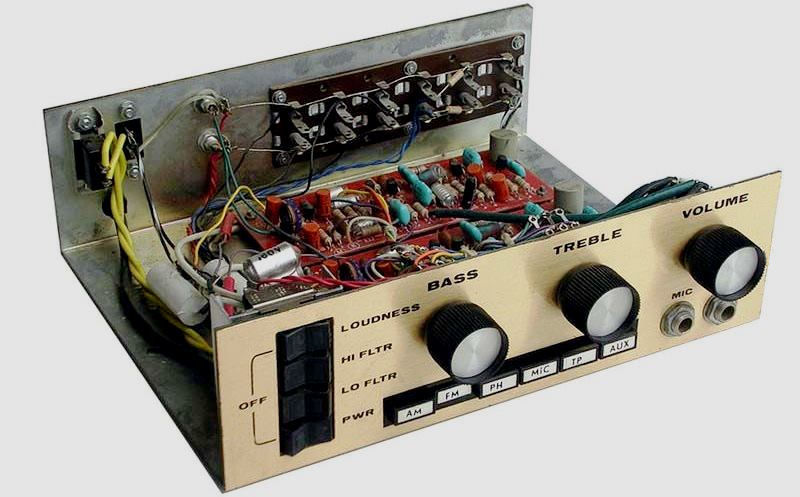
SWTPC preamplificador lanzado en Popular Electronics en mayo de 1969.

En los años 60 la compañía Southwest Technical Products (SWTPC), fundada por Daniel Meyer, produjo kits de partes para  proyectos caseros descritos en artículos de construcción en Popular Electronics. Southwest Technical Products produjo kits para más de 60 proyectos descritos en artículos por autores como Daniel Meyer, Don Lancaster y Lou Garner. Los amplificadores Tigre, una serie de amplificadores de audio diseñados por Dan Meyers y vendidos por Southwest Technical Products, eran muy populares en esta época.

### MITS

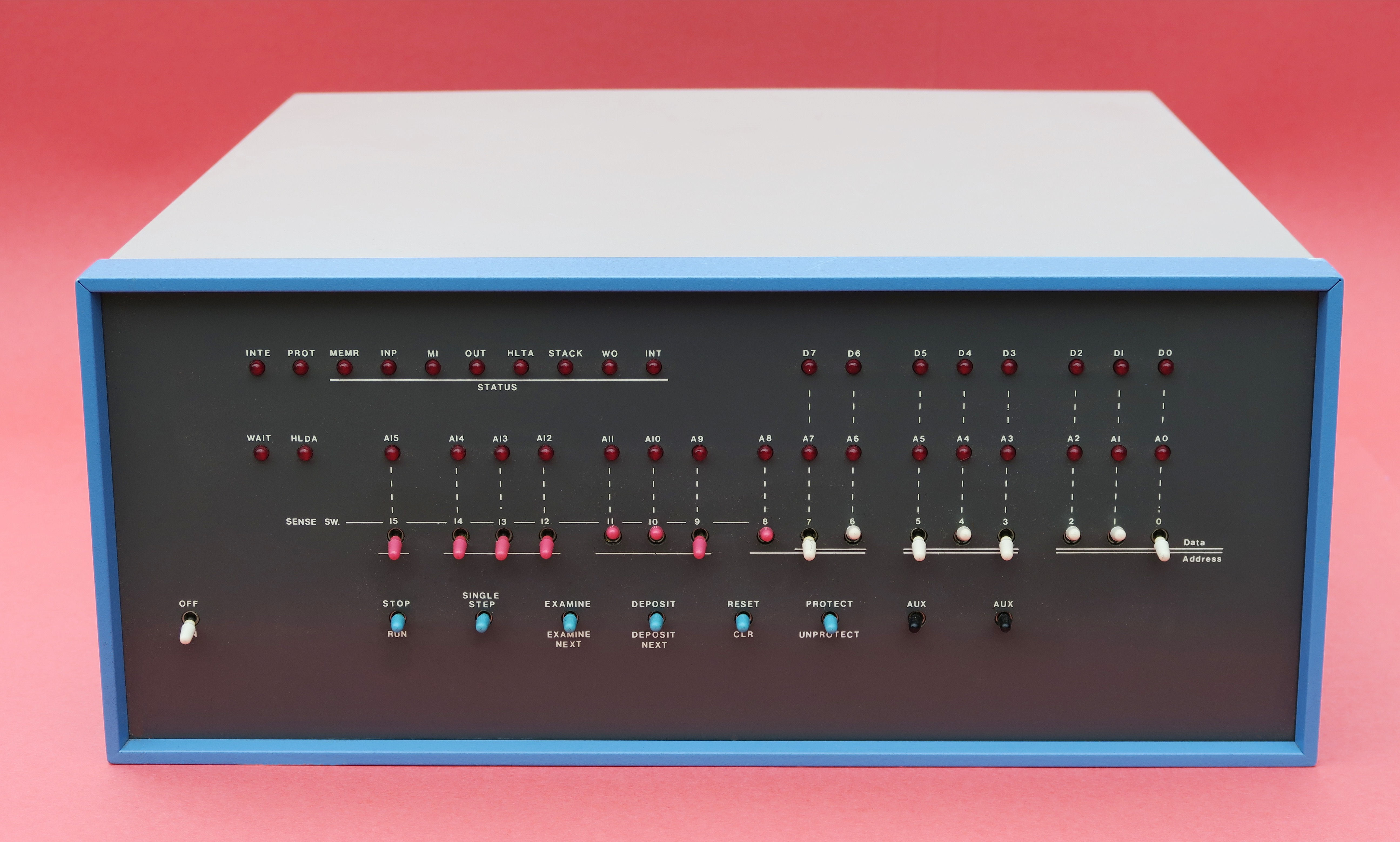
La computadora Altair 8800 fue lanzada en Popular Electronics en enero de 1975.

Micro Instrumentation and Telemetry Systems (MITS), ubicada en Albuquerque, Nuevo México, fue una compañía de electrónica fundada por Ed Roberts y Forrest Mims en 1969 para producir módulos de telemetría para modelos de cohete. De vez en cuando MITS vendía kits de partes para proyectos de construcción en Popular Electronics también. Un ejemplo fue el kit de componentes para el Op Amp Tester, diseñado por Harry Garland y Roger Melen, que apareció en la tapa de Popular Electronics en diciembre de 1973.
En 1974 Ed Roberts, el presidente de MITS, diseñó la computadora Altair 8800 y en enero de 1975 lanzó la Altair en la portada de Popular Electronics.  La compañía MITS fue inundada con pedidos de clientes. Según Les Solomon, el editor técnico de Popular Electronics, “aproximadamente 2.000 personas enviaron cheques y giros postales de 300, 400 ó 500 dólares cada uno a una compañía desconocida…”. La Altair 8800 fue increíblemente exitosa y como resultado Ed Roberts es conocido como "El padre de la computadora personal".

### Cromemco

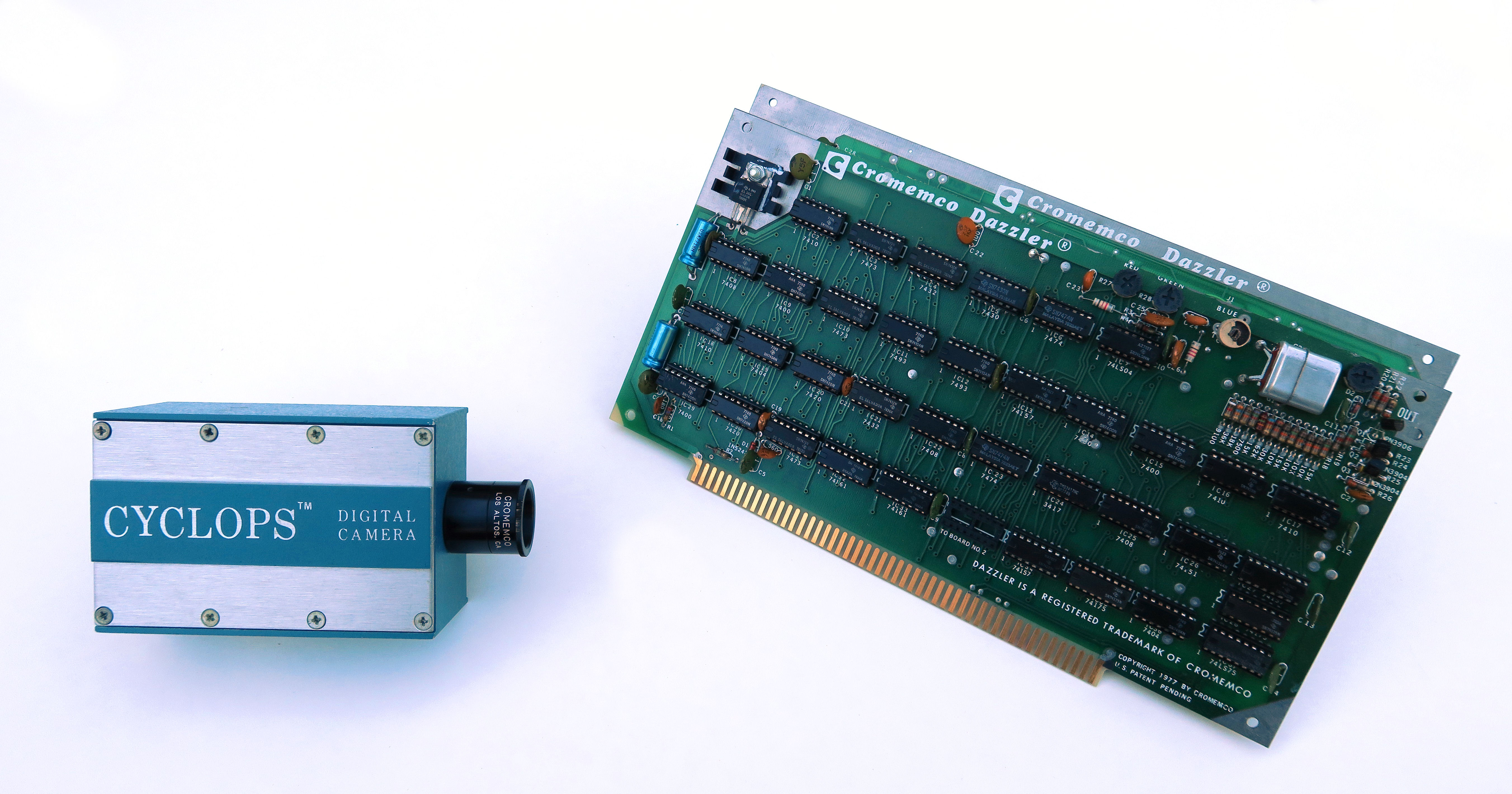
La cámara Cyclops y la interfaz Dazzler debutaron en Popular Electronics.

La cámara Cyclops debutó como un artículo de portada en la revista Popular Electronics en febrero de 1975. Esta fue la primera cámara completamente digital y fue el primer producto de la compañía Cromemco, fundada por Harry Garland y Roger Melen. Les Solomon, editor técnico de Popular Electronics, previó los beneficios que derivarían de conectar Cyclops a la computadora MITS Altair 8800 y puso en contacto al presidente de MITS, Ed Roberts, con el cofundador de Cromemco, Roger Melen. Melen fue a Albuquerque, Nuevo México para reunirse con Roberts, y Roberts animó a Melen a conectar la cámara Cyclops a la computadora Altair.  En enero de 1976 MITS lanzó la cámara Cyclops como un dispositivo periférico para la Altair en su publicación Computer Notes. Cromemco también desarrolló una interfaz entre la Altair y el televisor. Esta interfaz se llamó TV Dazzler y debutó como un artículo de portada en la revista Popular Electronics en febrero de 1976. Cromemco desarrolló muchos otros productos para la Altair 8800, como el Cromemco Bytesaver, y después desarrolló su propia línea de computadoras.

### Microsoft

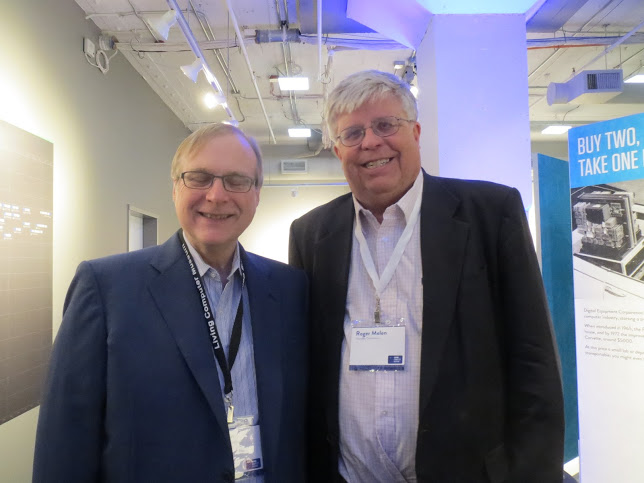
Paul Allen (Microsoft) y Roger Melen (Cromemco); ambos entendieron la importancia de la Altair 8800 en Popular Electronics y cada uno se reunió con Ed Roberts (MITS) en Albuquerque, Nuevo México.

Cuando Paul Allen vio la computadora Altair 8800 en la tapa de Popular Electronics en enero de 1975 inmediatamente se la enseñó a su amigo Bill Gates en la Universidad de Harvard.   Paul Allen y Bill Gates escribieron un software intérprete para el lenguaje de programación BASIC para la computadora Altair 8800 y Paul Allen fue a Albuquerque, Nuevo México, para mostrárselo a Ed Roberts, el presidente de MITS. El programa funcionó perfectamente, y Bill Gates y Paul Allen se mudaron a Nuevo México para trabajar para MITS. Después de terminar el desarrollo del producto Altair BASIC, Bill Gates y Paul Allen se mudaron a Seattle, Washington, para continuar su trabajo en su propia compañía, Microsoft.

## Reencarnación
Gernsback Publications, editorial de la revista Hands-On Electronics, compró el derecho de usar el nombre Popular Electronics y en febrero de 1989 la revista Hands-On Electronics fue rebautizada como Popular Electronics. En enero de 2000 esta reencarnación de Popular Electronics se fusionó con la revista Electronics Now y la combinación de las dos se convirtió en la revista Poptronics. La edición final de Poptronics fue publicada en enero de 2003.